# Cratere Ferber
Ferber  è un cratere sulla superficie di Venere.